# Colletes bradleyi
Colletes bradleyi är en solitär biart som beskrevs av Mitchell 1951. Den ingår i släktet sidenbin och familjen korttungebin. Inga underarter finns listade i Catalogue of Life.

## Beskrivning
Arten är liten; honan har en kroppslängd omkring 9 mm. Hennes huvud och mellankropp har beige päls på ovansidan, mera rent vit på undersidan. Vingarna är relativt mörka, violettfärgade, med rödbruna ribbor. Bakkroppen har svart grundfärg, medan tergiterna (segmenten på bakkroppens ovansida) har smala men täthåriga, vita hårband längs bakkanterna.

## Ekologi
Arten är relativt nyupptäckt, och litet är känt om den. Inga uppgifter är ännu kända om vare sig hanens utseende eller artens ekologi. Emellertid har arten upptäckts i New Jersey, USA, i juni månad..

## Utbredning
Hittills endast funnen i delstaten New Jersey i USA..